# Aq Köprük
Aq Köprük (el «Puente blanco» en uzbeco) es una ciudad de Afganistán, en la provincia de Balj, al sur de Mazar-e Sarif. Se han descubierto varios yacimientos arqueológicos de finales del Paleolítico y del Neolítico en abrigos rocosos, cuevas y sitios al aire libre (en loess y aluviones) situados en su proximidad.
Se excavaron a principios de la década de 1960 bajo la dirección de Louis Dupree. La secuencia cronológica es difícil de reconstruir, debido a una complicada estratigrafía. Sin embargo, es un sitio esencial para el conocimiento del Neolítico afgano, porque este es uno de los pocos de la época que han sido excavados por el contexto político de este país.

## Yacimientos arqueológicos
El lugar arqueológico consta de cuatro sitios, numerados I, II, III y IV. 
- Aq Kupruk I, o Ghar-i Asb, es un refugio rocoso del período Imperio kushán - Imperio sasánida, el cual contiene algunos frescos budistas fragmentados y algunas construcciones simples.
- Aq Kupruk II, o Ghār-i Mār, es otro refugio rocoso, probablemente el más productivo respecto a los otros tres sitios. Se cree que sobre el 10% del área ocupada por este sitio, fue excavada.
- Aq Kupruk III, es un yacimiento al aire libre en la terraza fluvial que consta de dos periodos, ambos del Epi-Paleolítico .
- Aq Kupruk IV, fue excavado brevemente por McBurney más cerca de la aldea, produciendo un tipo de industria " Musteriense Medio " que difiere de la encontrada por Dupree .

Los hallazgos incluyeron una extensa y sofisticada industria de herramientas de piedra, esculturas de piedra muy tempranas, restos de ovejas y cabras domesticadas, fragmentos de cobre batido del Neolítico de cerámica , muchas puntas de proyectil, terracota y joyería sencilla.
Colecciones:
1. Museo Americano de Historia Natural - material excavado.
2. British Institute of Afghan Studies - pedernal y piedra.
3. Museo Nacional de Kabul - material excavado, cabeza de piedra.

Trabajo de campo:
1. 1959 Dupree, American Universities Field Staff - estudio.
2. 1960 Hayashi & Sahara, Universidad de Kioto - estudio.
3. 1962 & 65 Dupree, Museo Americano de Historia Natural - excavaciones.
4. 1971 McBurney, Universidad de Cambridge - estudio.

El material arqueológico atestigua la existencia de comunidades de agricultores sedentarios que estarían entre los más antiguos de esta región, todavía mal conocida para esta época a causa del contexto histórico actual que impide nuevas excavaciones.
- Las grutas de Ghar-e-Mar (la «Gruta de la serpiente» en persa) constan de dos niveles : A (c. 6600 a. C.) y B. Se han hallado azadas de piedra, muelas y vasos de esteatita en el nivel B de Ghar-e-Mar.
- Ghar-e-Asp («Gruta del caballo») ha proporcionado diversos objetos del IX milenio a. C.

También se desenterraron restos de ovejas y caprinos domésticos. Por lo tanto, todo indica que estamos en presencia de sociedades del Neolítico precerámico con conocimientos ya avanzados de agricultura. Sin embargo, no abandonaron las actividades cinegéticas y recolectoras. El hecho de que estos asentamientos hayan sido descubiertos tan lejos de los focos de neolitización, en una época tan remota, deja abiertas interrogantes. En los niveles más tardíos (5500-2500 a. C.) los hallazgos en estas cuevas consistieron en herramientas agrícolas, así como cerámica, la más antigua hecha de pasta negra, la más reciente a torno, aunque la cronología de los descubrimientos está bastante alterada). También se han exhumado objetos de cobre.
Al lado de esta fase neolítica, los asentamientos excavados más antiguos datan del Epipaleolítico. El utillaje consiste en microlitos, buriles y herramientas de sílex, empleados para diversas actividades (construcción, tala, caza).